# Mildenhall
Pour Mildenhall dans Wiltshire, voir Mildenhall (Wiltshire).
Mildenhall est une ville dans le Suffolk en Angleterre. Elle est située dans le district de Forest Heath et située à 39.2 kilomètres d’Ipswich. Sa population est de 11 284 habitants (2001) et 10 315 (2011, paroisse civile). Dans le Domesday Book de 1086, la localité est citée sous le nom de Midelhale.